# Валбах (Хунсрик)
Валбах (њем. Wahlbach) општина је у њемачкој савезној држави Рајна-Палатинат. Једно је од 134 општинска средишта округа Рајн-Хунсрик. Према процјени из 2010. у општини је живјело 166 становника. Посједује регионалну шифру (AGS) 7140158.

## Географски и демографски подаци
Валбах се налази у савезној држави Рајна-Палатинат у округу Рајн-Хунсрик. Општина се налази на надморској висини од 440 метара. Површина општине износи 4,3 km². У самом мјесту је, према процјени из 2010. године, живјело 166 становника. Просјечна густина становништва износи 38 становника/km².